# 1985 na Coreia do Sul
Esta é uma cronologia dos principais fatos ocorridos no ano de 1985 na Coreia do Sul.

## Incumbentes
- Presidente – Chun Doo-hwan (1981–1988)
- Primeiro-ministro
  - Shin Byung-hyun, interino (1984 – 18 de fevereiro de 1985)
  - Lho Shin-yong (18 de fevereiro de 1985 – 1987)

## Eventos
- 12 de fevereiro – É realizada a eleição legislativa

## Esportes
- Setembro – A cidade de Seul sedia o Campeonato Mundial de Tiro com Arco de 1985
- 4 a 8 de setembro – A cidade de Seul sedia o Campeonato Mundial de Taekwondo de 1985
- 26 a 29 de setembro – A cidade de Seul sedia o Campeonato Mundial de Judô Masculino de 1985

## Nascimentos
- 17 de janeiro – Kangin, cantor (Super Junior)
- 26 de abril – Nam Gyu-ri, cantora (SeeYa)
- 7 de julho – Seo Woo, atriz
- 10 de julho – Park Chu-Young, futebolista
- 28 de setembro – Shindong, cantor (Super Junior)
- 23 de novembro – Viktor Ahn, patinador de velocidade

## Mortes
- 3 de dezembro – Oh Sangwon, 55, escritor e jornalista